# Yağmurlu, Köprübaşı
Yağmurlu là một xã thuộc huyện Köprübaşı, tỉnh Trabzon, Thổ Nhĩ Kỳ. Dân số thời điểm năm 2011 là 248 người.